# Club Atlético River Plate 2001-2002
Questa voce raccoglie le informazioni riguardanti il Club Atlético River Plate nelle competizioni ufficiali della stagione 2001-2002.

## Stagione
Il River, giunto al secondo posto nell'Apertura 2001, vince il Clausura 2002. La prima fase del campionato vede il club di Buenos Aires seguire a un punto di distanza il Racing Club, vincitore del torneo con 42 punti. Nel Clausura, invece, la squadra vince con ampio margine (sei punti) sul Gimnasia La Plata; inoltre, Fernando Cavenaghi si laurea miglior marcatore con 15 gol. In Libertadores la compagine supera la prima fase, ma viene eliminata dal Grêmio agli ottavi.

## Maglie e sponsor
Lo sponsor tecnico per la stagione 2001-2002 è Adidas, mentre lo sponsor ufficiale è Quilmes.
| Casa | Trasferta | Terza |

## Rosa
| N. |                      | Ruolo | Calciatore          |
| -- | -------------------- | ----- | ------------------- |
|    | Argentina (bandiera) | P     | Juan Pablo Carrizo  |
|    | Argentina (bandiera) | P     | Ángel Comizzo       |
|    | Argentina (bandiera) | P     | Franco Costanzo     |
|    | Argentina (bandiera) | P     | Germán Lux          |
|    | Argentina (bandiera) | P     | Alejandro Saccone   |
|    | Paraguay (bandiera)  | D     | Celso Ayala         |
|    | Argentina (bandiera) | D     | Martín Demichelis   |
|    | Cile (bandiera)      | D     | Alejandro Escalona  |
|    | Argentina (bandiera) | D     | Ariel Franco        |
|    | Argentina (bandiera) | D     | Ariel Garcé         |
|    | Argentina (bandiera) | D     | Juan Marcelo Torres |
|    | Argentina (bandiera) | D     | Eduardo Lermée      |
|    | Argentina (bandiera) | D     | Gustavo Lombardi    |
|    | Argentina (bandiera) | D     | Matías Lequi        |
|    | Paraguay (bandiera)  | D     | Ricardo Rojas       |
|    | Paraguay (bandiera)  | D     | Pedro Sarabia       |
|    | Argentina (bandiera) | D     | Roberto Trotta      |
|    | Colombia (bandiera)  | D     | Mario Yepes         |
|    | Argentina (bandiera) | C     | Pablo Aimar         |
|    | Argentina (bandiera) | C     | Damián Álvarez      |
|    | Argentina (bandiera) | C     | Leonardo Astrada    |
|    | Argentina (bandiera) | C     | Diego Barrado       |
|    | Argentina (bandiera) | C     | Oscar Bazán         |
|    | Argentina (bandiera) | C     | Esteban Cambiasso   |

| N. |                      | Ruolo | Calciatore            |
| -- | -------------------- | ----- | --------------------- |
|    | Argentina (bandiera) | C     | Martín Miguel Cortés  |
|    | Argentina (bandiera) | C     | Eduardo Coudet        |
|    | Argentina (bandiera) | C     | Andrés D'Alessandro   |
|    | Argentina (bandiera) | C     | Emiliano Díaz         |
|    | Argentina (bandiera) | C     | Marcelo Escudero      |
|    | Argentina (bandiera) | C     | Javier Gandolfi       |
|    | Argentina (bandiera) | C     | Claudio Husaín        |
|    | Argentina (bandiera) | C     | Cristian Raúl Ledesma |
|    | Argentina (bandiera) | C     | Daniel Ludueña        |
|    | Argentina (bandiera) | C     | Ariel Ortega          |
|    | Argentina (bandiera) | C     | Guillermo Pereyra     |
|    | Argentina (bandiera) | C     | Juan Raponi           |
|    | Argentina (bandiera) | C     | Víctor Zapata         |
|    | Argentina (bandiera) | A     | Martín Cardetti       |
|    | Argentina (bandiera) | A     | Cristian Castillo     |
|    | Argentina (bandiera) | A     | Fernando Cavenaghi    |
|    | Argentina (bandiera) | A     | Carlos Chacana        |
|    | Paraguay (bandiera)  | A     | Nelson Cuevas         |
|    | Argentina (bandiera) | A     | Alejandro Domínguez   |
|    | Argentina (bandiera) | A     | Juan Esnáider         |
|    | Uruguay (bandiera)   | A     | Daniel Fonseca        |
|    | Argentina (bandiera) | A     | Adrián Romero         |
|    | Argentina (bandiera) | A     | Maxi López            |

## Statistiche

### Statistiche di squadra
| Competizione          | Punti | Totale | Totale | Totale | Totale | Totale | Totale | DR  |
| Competizione          | Punti | G      | V      | N      | P      | Gf     | Gs     | DR  |
| --------------------- | ----- | ------ | ------ | ------ | ------ | ------ | ------ | --- |
| Campionato - Apertura | 41    | 19     | 12     | 5      | 2      | 51     | 16     | +35 |
| Campionato - Clausura | 43    | 19     | 13     | 4      | 2      | 39     | 13     | +26 |
| Libertadores          | -     | 8      | 2      | 3      | 3      | 9      | 10     | -1  |
| Totale                | -     |        |        |        |        |        |        | -   |